# Coronel Domingos Soares
Coronel Domingos Soares é um município brasileiro do estado do Paraná. Sua população, de acordo com a estimativa do IBGE para 2021, é de 7.538.

## Etimologia
O nome do município é uma homenagem ao Coronel Domingos Soares, que exerceu o cargo de Deputado Estadual pelo Paraná, além de por dois mandatos ser o prefeito de Palmas.

## História
Tendo se desenvolvido a partir de uma fazenda, no ano de 1954, o núcleo que viria a torna-se o município foi elevado a categoria de distrito. Em 1964, tornou-se distrito judiciário do Município de Palmas.  No dia 21 de dezembro de 1995, através da Lei Estadual n° 11.265, foi criado o Município de Coronel Domingos Soares, com território emancipado de Palmas. A instalação oficial ocorreu no dia 01 de janeiro de 1997.

## Geografia

### Clima
Possui um clima subtropical úmido mesotérmico, de verões frescos e invernos com ocorrência de geadas severas, sem estação seca, cujas principais médias anuais são: temperaturas dos meses  mais quentes superior a 19 °C, e dos meses mais frios inferiores a 18 °C; temperatura média 16 °C, chuvas entre 1.900 a 2.100 mm (entre 130 a 230 mm/mês); umidade relativa do ar 80%; sem deficiência hídrica.

### Hidrografia
Os principais cursos de água são o Rio Iguaçu ao norte do município que é contido pela represa da Usina Hidrelétrica Governador Ney Aminthas de Barros Braga e ao sul o Rio Chopim. Os principais afluentes do Rio Iguaçu que cortam o município são os rios Iratim, Estrela, Butiá e São Pedro. Fontes de água e nascentes são encontradas em todo o município e praticamente em todas as propriedades.

### Relevo
O ponto mais alto está a 1.280 metros (sul do município) e o ponto mais baixo a 600 metros (Rio Iguaçu, norte do município).

## Infraestrutura

### Transporte
O município pode ser acessado pela PR-912, que liga a PRC-280 em Palmas, trecho que foi recentemente pavimentado. Existem uma série de estradas de jurisdição municipal, não pavimentadas, que dão acesso aos municípios vizinhos.